# آفو إيراسا
آفو إيراسا (بالفرنسية: Affo Érassa)‏ (مواليد 19 فبراير 1983) هو لاعب كرة قدم. يلعب مع منتخب توغو لكرة القدم. سبق له أن لعب في كأس العالم لكرة القدم مع منتخب بلاده.

## روابط خارجية
- آفو إيراسا على موقع قاعدة بيانات كرة القدم.إي يو (الإنجليزية)
- آفو إيراسا على موقع ناشيونال فوتبول تيمز (الإنجليزية)
- آفو إيراسا على موقع Soccerway.com (الإنجليزية)